# The Voice (平原綾香のアルバム)
『The Voice』（ザ・ヴォイス）は、2004年11月25日にドリーミュージックよりリリースされた平原綾香の2枚目のアルバム。

## 解説
アルバム『ODYSSEY』リリース以降に発売されたシングル曲を中心に収録されている。

## 収録曲
1. BLESSING 祝福〜Album Mix〜
作詞:Lionel Florence・Patrice Guirao / 日本語詞:吉元由美 / 作曲:Pascal Obispo / 編曲:小林信吾
5thシングルのアルバムミックス
スペクタクル・ミュージカル『十戒』の日本版テーマソング。
2. NIJI NO YOKAN NO YOKAN
作曲:平原綾香
「虹の予感」の作曲風景をMDで録音したもの。
3. 虹の予感
作詞・作曲:平原綾香 / 編曲:坂本昌之
4thシングル
NTT DoCoMo N506i CMソング
4. 夢の種
作詞:戸田昭吾 / 作曲・編曲:沢田完
M-ON! Harmony with the Earth ID テーマソング
5. i
作詞・作曲:平原綾香 / 編曲:小林信吾
5thシングル『BLESSING 祝福』のカップリング
6. Smile
作詞:平原綾香 / 作曲・編曲:服部隆之
BSフジ/キッズステーション『ネポス・ナポス』テーマソング
7. 歌う風
作詞:平原綾香 / 作曲・編曲:小林信吾
3rdシングル『君といる時間の中で』のカップリング
NHK『スタジオパークからこんにちは』テーマソング
8. 心もよう
作詞・作曲:井上陽水 / 編曲:星勝
井上陽水の楽曲のカバー。
9. 君といる時間の中で
作詞:平原綾香 / 作曲・編曲:小林信吾
3rdシングル。TOYOTA WISH CMソング
10. 私を呼んで
作詞・作曲:平原綾香 / 編曲:坂本昌之
4thシングル『虹の予感』カップリング
11. 願い
作詞:平原綾香 / 作曲・編曲:坂本昌之
12. Hello Again, JoJo
作詞:戸田昭吾 / 作曲:沢田完
6thシングル
NHK『みんなのうた』で放送（2004年10月 - 11月）
13. The Voice〜 “Jupiter” English Version〜
作詞: Andreas Carlsson / 作曲:G.Holst / 編曲:坂本昌之
1stシングル『Jupiter』の英語バージョン。